# Pagyda
Pagyda é um gênero de mariposa pertencente à família Crambidae.